# Team Riga
Team Riga was een Letse 3×3-basketbalploeg die de stad Riga vertegenwoordigt op internationale wedstrijden.

## Geschiedenis
Team Riga maakte zijn World Tour debuut in 2017 met spelers Janis Antrops, Edgars Krumins, Karlis Lasmanis, Nauris Miezis, Rihards Zēbergs en Agnis Čavars. Ze speelde op drie World Tour wedstrijden dat seizoen en eindigde 3e, 4e en opnieuw derde. Ze eindigden daarmee als zesde in de algemene stand en waren gekwalificeerd voor de finale waarin ze vierde werden. In het tweede seizoen van de ploeg in de World Tour werden ze in de algemene stand derde en kwalificeerden zich voor de finale ronde waarin ze de finale verloren van Team Novi Sad Al-Wahda. In het seizoen 2019 won Riga drie World Tour-wedstrijden en eindigde tweede in de algemene stand. Op de finale ronde werden ze ditmaal derde. 
In 2020 werd de ploeg voor het eerste keer eerste in de algemene stand en wist deze positie ook in de finaleronde te verdedigen en werden zo voor de eerste keer eindwinnaar van de World Tour. Ze wonnen in een door corona ingekort seizoen twee World Tour wedstrijden. In 2021 leidden ze na het reguliere seizoen voor een tweede jaar op rij. In de finale echter werd Team Riga pas vijfde. Ze behaalden twee World Tour-zeges dit seizoen. In het seizoen 2022 eindigden ze als derde in het algemene klassement en wonnen drie World Tour-wedstrijden. In de finale moesten ze een plaats toegeven en eindigden ze als vijfde. Voor de start ven het seizoen 2023 vertrokken enkele sterkhouders naar Chinese ploegen. Na het seizoen 2023 verdween de ploeg nadat de Chinese spelers vertrokken en de overgebleven Letse spelers andere ploegen vonden.

## Spelers
- 2017: Janis Antrops, Edgars Krumins, Karlis Lasmanis, Nauris Miezis, Rihards Zēbergs, Agnis Čavars[1]
- 2018: Edgars Krumins, Karlis Lasmanis, Nauris Miezis, Martins Steinbergs, Agnis Čavars[2]
- 2019: Edgars Krumins, Karlis Lasmanis, Nauris Miezis, Artūrs Strēlnieks, Agnis Čavars[3]
- 2020: Edgars Krumins, Karlis Lasmanis, Nauris Miezis, Artūrs Strēlnieks, Agnis Čavars[4]
- 2021: Edgars Krumins, Karlis Lasmanis, Nauris Miezis, Guntars Strāķis, Artūrs Strēlnieks, Agnis Čavars[5]
- 2022: Artūrs Ausējs, Edgars Krumins, Karlis Lasmanis, Nauris Miezis, Artūrs Strēlnieks, Agnis Čavars[6]
- 2023: Artūrs Ausējs, Xu Huang, Yue Hongbo, Edgars Krumins, Miroslav Pašajlić, Artūrs Strēlnieks, Xingrui Wu, Agnis Čavars

## World Tour Resultaten
| Jaar | Punten | Positie | Finale | Overwinningen          |
| ---- | ------ | ------- | ------ | ---------------------- |
| 2017 | 200    | 6e      | 4e     |                        |
| 2018 | 316    | Brons   | Zilver |                        |
| 2019 | 565    | Zilver  | Brons  | Doha, Praag, Jeddah    |
| 2020 | 320    | Goud    | Goud   | Hongarije, Doha        |
| 2021 | 485    | Goud    | 5e     | Abu Dhabi, Mexico-Stad |
| 2022 | 435    | 4e      | 5e     | Montreal, Cebu, Riyad  |
| 2023 | 226    | 14e     | -      |                        |